# Barbados
Barbados je otočna država na granici Karipskog mora i Atlantskog oceana. Pripada skupini Malih Antila. 

## Politika
Barbados je 1966. izglasao neovisnost od Ujedinjenog Kraljevstva, no ostao je dijelom Commonwealtha.
Stupanjem na dužnost izabrane predsjednice Sandre Mason, prve u svojoj povijesti, Barbados je 30. studenoga 2021. postao republika.

## Promet
Značajnija morska luka za međunarodni promet je Bridgetown.

## Stanovništvo
Većina stanovništva je afrokaripskoga podrijetla (tzv. Afrobajanci), a ostali su Europljani (tzv. Eurobajanci). Najbrojniji su pripadnici različitih protestantskih zajednica, anglikanci (Engleska crkva je do stjecanja neovisnosti bila službena religija) i katolici.

## Jezici
Na Barbadosu se govore dva jezika, nacionalni engleski 13.000 govornika (1995.) i bajan ili barbadoški kreolski engleski.